# Società Reale di Napoli
La Società Reale di Napoli fu fondata nel 1808 dal re Giuseppe Bonaparte come accademia del Regno di Napoli, facendovi confluire anche le accademie di età borbonica. Seguendo l'esempio dell'Institut de France, essa era divisa in tre accademie autonome: l'Accademia di Storia e Belle Lettere, l'Accademia delle Scienze e l'Accademia di Belle Arti.
Con il ritorno dei Borboni, nel 1817, la Società Reale venne ripristinata nella sua struttura, con un solo cambiamento: l'Accademia di Storia e Belle Lettere fu sostituita dalla Accademia Ercolanese di Archeologia fondata nel 1755.
La Società formalmente venne sciolta e rifondata anche in occasione dell'annessione del Regno di Napoli all'Italia nel 1861. A partire da tale data le sezioni furono la R. Accademia di Archeologia, Lettere e Belle Arti, la R. Accademia delle Scienze fisiche e matematiche e la R. Accademia di Scienze Morali e Politiche.
Nel 1934 il regime fascista ribattezzò la terza sezione Accademia Pontaniana di Scienze Morali e Politiche, in quanto aveva soppresso la autonoma Accademia Pontaniana ricostituita nel 1808; inoltre il Regime fece confluire nella Società Reale anche la Reale Accademia Medico-Chirurgica.
Nel 1948, a causa della caduta della monarchia, l'istituto fu ribattezzato Società Nazionale di Scienze, Lettere e Arti in Napoli, nome che tuttora conserva. Non è mutata invece la struttura in quattro sezioni.

## Fonti
- (EN) Scholarly Societies Project,  https://web.archive.org/web/20031226141323/http://scholarly-societies.org/ (archiviato dall'url originale il 26 dicembre 2003).